# Passaggi segreti
<<L'amore va in scena/ illeso e regale/ il pubblico è muto affannato nel cuore/ un attimo prima di chiamare il suo nome/ in una perla di pianto/ tutto il dolore del mondo/ dentro la luce di un sorriso/ la vera forma del sole>>

(da "L'amore va in scena")
Passaggi segreti è un album di Grazia Di Michele, pubblicato nel 2009 dall'etichetta discografica Rai Trade.

## CD Promo
La pubblicazione dell'album è anticipata dall'uscita del singolo Il mare in una stanza, dal nome della title track. Il brano, di influenza jazz, scritto e musicato dalla cantautrice romana, rimanda al titolo della canzone di Gino Paoli, Il cielo in una stanza. In questo caso è affrontato in chiave autobiografica ed ironica il tema della vita di coppia, fatta di incomprensioni, disastri familiari della quotidianità, ma comunque contraddistinta dall'amore e dalla complicità. la canzone viene presentata in numerose trasmissioni RAI.
L'album è anche promosso dal video musicale L'ultimo dolore, pubblicato in rete, che consiste in una lucida ed efficace analisi del dramma dell'immigrazione clandestina.

## Brani
La prima traccia dell'album, Anja del settimo cielo, brano scritto interamente dalla cantautrice e accompagnato da un video musicale, racconta la crudeltà della guerra vista attraverso gli occhi di una bambina. Il brano è candidato al Premio Amnesty International Italia 2010. La seconda traccia, composta a quattro mani con T. Bungaro e cantata in duetto con Massimo Ranieri, è intitolata L'amore va in scena, e parla dell'amore come fosse un grande attore, capace di affabulare, stravolgere, stupire. Ancora con Bungaro è stata scritta Il diritto di amare, la struggente storia di una madre in carcere separata dall'affetto della figlia. La canzone consta anche del video musicale, girato nel carcere di massima sicurezza di Ivrea. Dalla collaborazione con la sorella Johanna, nasce L'autunno perfetto, un brano di atmosfera in versione acustica che tratta con poesia il tema dell'amore.
Tutti i brani risentono di sperimentazioni musicali che, unite allo spessore dei testi e alle tematiche affrontate, fanno sì che la critica consideri Passaggi Segreti uno dei migliori album pubblicati dall'artista.

## Messaggio
All'interno dell'album si legge un messaggio dell'artista:
<<I passaggi segreti non servono per nascondere le cose ma per rivelarle. Si trovano tra le mura di un castello o nel diario di un viaggiatore, ma anche nel profondo dell'animo dove si custodiscono i ricordi, si filtrano i dolori e l'amore. I passaggi segreti - quelli scavati nella pietra o nel fitto di un bosco come quelli che esistono dentro di noi - non sono la strada più comoda da percorrere, ma quella provvidenziale e decisiva quando qualcosa deve essere svelata, quando vogliamo portare alla luce una verità. Le canzoni sono un passaggio segreto, il luogo dove transitano le emozioni, i turbamenti e i sogni, e dove - magari nel silenzio e con un po' di travaglio - si cercano le parole per riviverli e raccontarli. Sono il modo di reagire a un'emozione, a un'esperienza, ad una immagine intensa che si è espressa in noi, quel luogo solitario e misterioso che riesce, a volte, a trasportare l'emozione da un cuore ad un altro>>.

## Tracce

### Tracce audio
1. Anja del settimo cielo 3'03
2. L'amore va in scena (con la partecipazione di Massimo Ranieri) 3'54
3. Fino all'ultima carezza 3'43
4. L'ultimo dolore 3'50
5. Il diritto di amare 3'51
6. L'autunno perfetto 3'18
7. Il mare in una stanza 3'28
8. Allo sbaraglio 3'28
9. Il vento 3'47
10. Caterina 3'36
11. Il resto è vita 3'34
12. Da qui 1'58
13. Fino all'ultima carezza (vocal version) 3'40

### Tracce video
1. Anja del settimo cielo 3'02
2. Il diritto di amare 3'58